# Maison Fortan
La maison Fortan est un édifice situé dans la commune française de Charleville-Mézières, en Ardennes.

## Histoire
Le portail est inscrit au titre des monuments historiques par arrêté du 14 mars 1927.

## Description
Le portail est démonté et entreposé (avéré en 1992) dans la cour du palais de justice de Charleville-Mézières.